# Sumampattus pantherinus
Sumampattus pantherinus är en spindelart som först beskrevs av Cândido Firmino de Mello-Leitão 1942. 
Sumampattus pantherinus ingår i släktet Sumampattus och familjen hoppspindlar. Inga underarter finns listade i Catalogue of Life.